# Danh sách light novel Monogatari

Bìa tập light novel đầu tiên của Bakemonogatari với Senjōgahara Hitagi do Kodansha xuất bản vào ngày 2 tháng 11 năm 2006.

Monogatari là một series light novel do Nisio Isin sáng tác và Vofan minh hoạ. Cốt truyện xoay quanh Araragi Koyomi, một nam sinh cuối cấp ba đã may mắn sống sót sau khi bị ma cà rồng tấn công, kể từ đó anh liên tục bị cuốn vào những rắc rối liên quan đến quái dị – ma – thần – quỷ – quái và các hiện tượng siêu nhiên khác mà các cô gái xung quanh dính líu tới.
Series ban đầu được đăng dưới dạng một loạt ba truyện ngắn trên tạp chí Mephisto của Kodansha từ số tháng 9 năm 2005 đến số tháng 5 năm 2006, sau đó được tổng hợp lại trong một tập light novel và được xuất bản ở Nhật Bản vào ngày 2 tháng 11 năm 2006. Kodansha đã phát hành 29 tập trong series dưới ấn hiệu Kodansha Box. Tên mỗi tập trong loạt tác phẩm đều có hậu tố -monogatari (物語 n.đ. "truyện"). Vào năm 2017, IPM đã mua được bản quyền series light novel để phát hành tại Việt Nam. Công ty mở màn dòng ấn phẩm bằng Bakemonogatari với ba tập đã được phát hành: tập thứ nhất vào tháng 1 năm 2022, tập thứ hai vào tháng 10 năm 2022, và tập thứ ba vào tháng 1 năm 2023.
Nisio Isin cũng sáng tác nhiều truyện ngắn và tác phẩm liên quan khác với bối cảnh được đặt trong cùng vũ trụ hư cấu.

## Danh sách tập

### Bản tiếng Nhật

#### First Season
| - "Hồi một: Hitagi Crab" (第一話 ひたぎクラブ Dai Ichi Wa Hitagi Kurabu) - "Hồi hai: Mayoi Maimai" (第二話 まよいマイマイ Dai Ni Wa Mayoi Maimai) - "Hồi ba: Suruga Monkey" (第三話 するがモンキー Dai San Wa Suruga Monkī) |

| - "Hồi bốn: Nadeko Snake" (第四話 なでこスネイク Dai Yon Wa Nadeko Suneiku) - "Hồi năm: Tsubasa Cat" (第五話 つばさキャット Dai Go Wa Tsubasa Kyatto) |

| - "Hồi không: Koyomi Vamp" (第零話 こよみヴァンプ Dai Zero Wa Koyomi Vanpu) |

| - "Hồi sáu: Karen Bee" (第六話 かれんビー Dai Roku Wa Karen Bī) |

| - "Hồi cuối: Tsukihi Phoenix" (最終話 つきひフェニックス Saishū Wa Tsukuhi Fenikkusu) |

| - "Hồi cấm: Tsubasa Family" (第禁話 つばさファミリー Dai Kin Wa Tsubasa Famirī) |

#### Second Season
| - "Hồi khẩn: Tsubasa Tiger" (第懇話 つばさタイガー Dai Kon Wa Tsubasa Taigā) |

| - "Hồi nghỉ: Mayoi Jiangshi" (第閑話 まよいキョンシー Dai Kan Wa Mayoi Kyonshī) |

| - "Hồi biến: Suruga Devil" (第変話 するがデビル Dai Hen Wa Suruga Debiru) |

| - "Hồi loạn: Nadeko Medusa" (第乱話 なでこメドゥーサ Dai Ran Wa Nadeko Medūsa) |

| - "Hồi nhẫn: Shinobu Time" (第忍話 しのぶタイム Dai Nin Wa Shinobu Taimu) |

| - "Hồi luyến: Hitagi End" (第恋話 ひたぎエンド Dai Ren Wa Hitagi Endo) |

#### Final Season
| - "Hồi thân: Yotsugi Doll" (第体話 よつぎドール Dai Tai Wa Yotsugi Dōru) |

| - "Hồi một: Koyomi Stone" (第一話 こよみストーン Dai Ichi Wa Koyomi Sutōn) - "Hồi hai: Koyomi Flower" (第二話 こよみフラワー Dai Ni Wa Koyomi Furawā) - "Hồi ba: Koyomi Sand" (第三話 こよみサンド Dai San Wa Koyomi Sando) - "Hồi bốn: Koyomi Water" (第四話 こよみウォーター Dai Yon Wa Koyomi Wōtā) - "Hồi năm: Koyomi Wind" (第五話 こよみウインド Dai Go Wa Koyomi Uindo) - "Hồi sáu: Koyomi Tree" (第六話 こよみツリー Dai Roku Wa Koyomi Tsurī) - "Hồi bảy: Koyomi Tea" (第七話 こよみティー Dai Nana Wa Koyomi Tī) - "Hồi tám: Koyomi Mountain" (第八話 こよみマウンテン Dai Hachi Wa Koyomi Maunten) - "Hồi chín: Koyomi Torus" (第九話 こよみトーラス Dai Kyū Wa Koyomi Tōrasu) - "Hồi mười: Koyomi Seed" (第十話 こよみシード Dai Jū Wa Koyomi Shīdo) - "Hồi mười một: Koyomi Nothing" (第十一話 こよみナッシング Dai Jū Ichi Wa Koyomi Nasshingu) - "Hồi mười hai: Koyomi Dead" (第十二話 こよみデッド Dai Jū Ni Wa Koyomi Deddo) |

| - "Hồi một: Ougi Formula" (第一話 おうぎフォーミュラ Dai Ichi Wa Ōgi Fōmyura) - "Hồi hai: Sodachi Riddle" (第二話 そだちリドル Dai Ni Wa Sodachi Ridoru) - "Hồi ba: Sodachi Lost" (第三話 そだちロスト Dai San Wa Sodachi Rosuto) |

| - "Hồi bốn: Shinobu Mail" (第四話 しのぶメイル Dai Yon Wa Shinobu Meiru) |

| - "Hồi năm: Mayoi Hell" (第五話 まよいヘル Dai Go Wa Mayoi Heru) - "Hồi sáu: Hitagi Rendezvous" (第六話 ひたぎランデブー Dai Roku Wa Hitagi Randebū) - "Hồi bảy: Ougi Dark" (第七話 おうぎダーク Dai Nana Wa Ōgi Dāku) |

| - "Hồi cuối: Koyomi Reverse" (最終話 こよみリバース Saishū Wa Koyomi Ribāsu) |

#### Off Season
| - "Hồi không: Sodachi Fiasco" (第零話 そだちフィアスコ Dai Zero Wa Sodachi Fiasuko) - "Hồi không: Suruga Bonehead" (第零話 するがボーンヘッド Dai Zero Wa Suruga Bōnheddo) - "Hồi không: Tsukihi Undo" (第零話 つきひアンドゥ Dai Zero Wa Tsukihi Andu) |

| - "Khốc bản cổ tích: Tuyệt sắc Công chúa" (残酷童話 うつくし姫 Zankoku Dōwa Utsukushihime) - "Hồi không: Acerola Bon Appétit" (第零話 あせろらボナペティ Dai Zero Wa Aserora Bonapeti) - "Hồi không: Karen Ogre" (第零話 かれんオウガ Dai Zero Wa Karen Ouga) - "Hồi không: Tsubasa Sleeping" (第零話 つばさスリーピング Dai Zero Wa Tsubasa Surīpingu) |

| - "Hồi không: Nadeko Draw" (第零話 なでこドロー Dai Zero Wa Nadeko Dorō) |

| - "Hồi một: Zenka Mermaid" (第一話 ぜんかマーメイド Dai Ichi Wa Zenka Māmeido) - "Hồi hai: Nozomi Golem" (第二話 のぞみゴーレム Dai Ni Wa Nozomi Gōremu) - "Hồi ba: Mitome Wolf" (第三話 みとめウルフ Dai San Wa Mitome Urufu) - "Hồi bốn: Tsuzura Human" (第四話 つづらヒューマン Dai Yon Wa Tsuzura Hyūman) |

#### Monster Season
| - "Hồi một: Shinobu Mustard" (第一話 しのぶマスタード Dai Ichi Wa Shinobu Masutādo) |

| - "Hồi hai: Mayoi Snail" (第二話 まよいスネイル Dai Ni Wa Mayoi Suneiru) - "Hồi ba: Mayoi Snake" (第三話 まよいスネイク Dai San Wa Mayoi Suneiku) |

| - "Hồi bốn: Yotsugi Buddy" (第四話 よつぎボディ Dai Yon Wa Yotsugi Bodi) - "Hồi năm: Yotsugi Shadow" (第五話 よつぎシャドウ Dai Go Wa Yotsugi Shadou) |

| - "Hồi sáu: Ougi Right" (第六話 おうぎライト Dai Roku Wa Ōgi Raito) - "Hồi bảy: Ougi Flight" (第七話 おうぎフライト Dai Nana Wa Ōgi Furaito) |

| - "Hồi tám: Shinobu Suicide" (第八話 しのぶスーサイド Dai Hachi Wa Shinobu Sūsaido) |

| - "Hồi cuối: Nadeko Araundo" (最終話 なでこアラウンド Saishū Wa Nadeko Araundo) |

#### Family Season
| - "Hồi hôn: Hitagi Honeymoon" (第婚話 ひたぎハネムーン Dai Kon Wa Hitagi Hanemūn) |

|  |

### Bản tiếng Việt

#### First Season
| - "Truyện thứ nhất: Cua Hitagi" - "Truyện thứ hai: Ốc sên Mayoi" |

| - "Truyện thứ ba: Khỉ Suruga" - "Truyện thứ tư: Rắn Nadeko" |

| - "Truyện thứ năm: Mèo Tsubasa" |

### Sách nói
Phiên bản sách nói tiếng Nhật của toàn bộ series được Kodansha phát hành qua Audible từ ngày 17 tháng 2 năm 2021. Mỗi tiểu thuyết được diễn đọc bởi các diễn viên lồng tiếng của bản chuyển thể. Một tiểu thuyết được phát hành mỗi tháng cho đến ngày 16 tháng 6 năm 2023, cùng với tập Shinomonogatari thứ hai.
| Tiểu thuyết            | Diễn đọc         | Phát hành            |
| ---------------------- | ---------------- | -------------------- |
| Bakemonogatari (1)     | Kamiya Hiroshi   | 17 tháng 2 năm 2021  |
| Bakemonogatari (2)     | Katō Emiri       | 19 tháng 3 năm 2021  |
| Bakemonogatari (3)     | Saitō Chiwa      | 16 tháng 4 năm 2021  |
| Kizumonogatari         | Inoue Marina     | 21 tháng 5 năm 2021  |
| Nisemonogatari (1)     | Sakurai Takahiro | 18 tháng 6 năm 2021  |
| Nisemonogatari (2)     | Sakamoto Maaya   | 16 tháng 7 năm 2021  |
| Nekomonogatari (Kuro)  | Katō Emiri       | 20 tháng 8 năm 2021  |
| Nekomonogatari (Shiro) | Sawashiro Miyuki | 17 tháng 9 năm 2021  |
| Kabukimonogatari       | Iguchi Yuka      | 15 tháng 10 năm 2021 |
| Hanamonogatari         | Horie Yui        | 19 tháng 11 năm 2021 |
| Otorimonogatari        | Miki Shin-ichiro | 17 tháng 12 năm 2021 |
| Onimonogatari          | Kitamura Eri     | 21 tháng 1 năm 2022  |
| Koimonogatari          | Yukino Satsuki   | 18 tháng 2 năm 2022  |
| Tsukimonogatari        | Shiraishi Ryōko  | 18 tháng 3 năm 2022  |
| Koyomimonogatari       | Hayami Saori     | 15 tháng 4 năm 2022  |
| Owarimonogatari (1)    | Mizuhashi Kaori  | 20 tháng 5 năm 2022  |
| Owarimonogatari (2)    | Saitō Chiwa      | 17 tháng 6 năn 2022  |
| Owarimonogatari (3)    | Katō Emiri       | 15 tháng 7 năm 2022  |
| Zoku Owarimonogatari   | Inoue Marina     | 19 tháng 8 năm 2022  |
| Orokamonogatari        | Sakurai Takahiro | 16 tháng 9 năm 2022  |
| Wazamonogatari         | Miki Shin-ichiro | 21 tháng 10 năm 2022 |
| Nademonogatari         | Yukino Satsuki   | 18 tháng 11 năm 2022 |
| Musubimonogatari       | Hanazawa Kana    | 16 tháng 12 năm 2022 |
| Shinobumonogatari      | Shiraishi Ryōko  | 20 tháng 1 năm 2023  |
| Yoimonogatari          | Yukino Satsuki   | 17 tháng 2 năm 2023  |
| Amarimonogatari        | Hayami Saori     | 17 tháng 3 năm 2023  |
| Ougimonogatari         | Horie Yui        | 21 tháng 4 năm 2023  |
| Shinomonogatari (1)    | Shiraishi Ryōko  | 19 tháng 5 năm 2023  |
| Shinomonogatari (2)    | Katō Emiri       | 16 tháng 6 năm 2023  |
| Ikusamonogatari        | Hikasa Yōko      | 1 tháng 12 năm 2023  |

## Danh sách truyện ngắn
| Truyện ngắn                                   | Phát hành trong | Ngày                 |
| --------------------------------------------- | --- | -------------------- |
| "Hitagi Buffet" (ひたぎブッフェ)              | Bakemonogatari Anime Complete Guidebook (化物語アニメコンプリートガイドブック)                                                                                     | 28 tháng 10 năm 2010 |
| "Mayoi Room" (まよいルーム)                   | Bakemonogatari Anime Complete Guidebook (化物語アニメコンプリートガイドブック)                                                                                     | 28 tháng 10 năm 2010 |
| "Suruga Court" (するがコート)                 | Bakemonogatari Anime Complete Guidebook (化物語アニメコンプリートガイドブック)                                                                                     | 28 tháng 10 năm 2010 |
| "Nadeko Pool" (なでこプール)                  | Bakemonogatari Anime Complete Guidebook (化物語アニメコンプリートガイドブック)                                                                                     | 28 tháng 10 năm 2010 |
| "Tsubasa Song" (つばさソング)                 | Bakemonogatari Anime Complete Guidebook (化物語アニメコンプリートガイドブック)                                                                                     | 28 tháng 10 năm 2010 |
| "Tsukihi Eternal" (つきひエターナル)          | Nisemonogatari Anime Complete Guidebook (偽物語アニメコンプリートガイドブック)                                                                                     | 28 tháng 9 năm 2012  |
| "Karen Arm Leg" (かれんアームレッグ)          | Nisemonogatari Anime Complete Guidebook (偽物語アニメコンプリートガイドブック)                                                                                     | 28 tháng 9 năm 2012  |
| "Hitagi Neck" (ひたぎネック)                  | Nisemonogatari Anime Complete Guidebook (偽物語アニメコンプリートガイドブック)                                                                                     | 28 tháng 9 năm 2012  |
| "Shinobu House" (しのぶハウス)                | Nisemonogatari Anime Complete Guidebook (偽物語アニメコンプリートガイドブック)                                                                                     | 28 tháng 9 năm 2012  |
| "Tsubasa Board" (つばさボード)                | Yomiuri Shimbun | 6 tháng 7 năm 2013   |
| "Tsubasa Board" (つばさボード)                | Blu-ray và DVD tập 1 của Onimonogatari | 23 tháng 4 năm 2014  |
| "Mayoi Castle" (まよいキャッスル)             | Yomiuri Shimbun | 17 tháng 8 năm 2013  |
| "Mayoi Castle" (まよいキャッスル)             | Blu-ray và DVD tập 1 của Onimonogatari | 23 tháng 4 năm 2014  |
| "Hitagi Coin" (ひたぎコイン)                  | Bakemonogatari [Giới thiệu] (化物語 ［入門編］) | 13 tháng 9 năm 2013  |
| "Nadeko Mirror" (なでこミラー)                | Yomiuri Shimbun | 21 tháng 9 năm 2013  |
| "Nadeko Mirror" (なでこミラー)                | Blu-ray và DVD tập 2 của Onimonogatari | 28 tháng 5 năm 2014  |
| "Shinobu Science" (しのぶサイエンス)          | Yomiuri Shimbun | 26 tháng 10 năm 2023 |
| "Shinobu Science" (しのぶサイエンス)          | Blu-ray và DVD tập 1 của Onimonogatari | 23 tháng 4 năm 2014  |
| "Hitagi Figure" (ひたぎフィギュア)            | Bakemonogatari Premium Item Box (「化物語」PremiumアイテムBOX) | 22 tháng 11 năm 2013 |
| "Công chúa diễm kiều" (うつくし姫)            | Anime Monogatari Series Heroine Book #3: Oshino Shinobu (アニメ<物語>シリーズヒロイン本 其ノ參 忍野忍 Anime Monogatari Shirīzu Hiroin Bon Sono San Oshino Shinobu) | 22 tháng 11 năm 2013 |
| "Công chúa diễm kiều" (うつくし姫)            | Wazamonogatari (業物語) | 14 tháng 1 năm 2016  |
| "Hitagi Salamander" (ひたぎサラマンダー)      | Yomiuri Shimbun | 23 tháng 11 năm 2013 |
| "Hitagi Salamander" (ひたぎサラマンダー)      | Blu-ray và DVD tập 2 của Onimonogatari | 28 tháng 5 năm 2014  |
| "Hitagi Throwing" (ひたぎスローイング)        | Anime Monogatari Series Heroine Book #5: Senjōgahara Hitagi (アニメ＜物語＞シリーズヒロイン本 其ノ伍 戦場ヶ原ひたぎ)                                               | 2 tháng 4 năm 2014   |
| "Suruga Palace" (するがパレス)                | Blu-ray và DVD tập 1 của Onimonogatari | 23 tháng 4 năm 2014  |
| "Yotsugi Future" (よつぎフューチャー)         | Blu-ray và DVD tập 2 của Onimonogatari | 28 tháng 5 năm 2014  |
| "Ougi Travel" (おうぎトラベル)                | Blu-ray và DVD tập 2 của Onimonogatari | 28 tháng 5 năm 2014  |
| "Suruga Neat" (するがニート)                  | Yomiuri Shimbun | 16 tháng 8 năm 2014  |
| "Rōka God" (ろうかゴッド)                     | Anime Monogatari Series Heroine Book #6: Kanbaru Suruga (アニメ＜物語＞シリーズヒロイン本 其ノ陸 神原駿河)                                                         | 19 tháng 9 năm 2014  |
| "Shinobu Figure" (しのぶフィギュア)           | Nisemonogatari Premium Item Box (「偽物語」PremiumアイテムBOX) | 21 tháng 11 năm 2014 |
| "Karen Brushing" (かれんブラッシング)         | Anime Monogatari Series Heroine Book #7: Fire Sisters (アニメ＜物語＞シリーズヒロイン本 其ノ漆 ファイヤーシスターズ)                                               | 9 tháng 7 năm 2015   |
| "Tsukihi Brushing" (つきひブラッシング)       | Anime Monogatari Series Heroine Book #7: Fire Sisters (アニメ＜物語＞シリーズヒロイン本 其ノ漆 ファイヤーシスターズ)                                               | 9 tháng 7 năm 2015   |
| "Koyomi History" (こよみヒストリー)           | Pamphlet Triển lãm Madogatari (MADOGATARI展) | 27 tháng 11 năm 2015 |
| "Yotsugi Stress" (よつぎストレス)             | Anime Monogatari Series Heroine Book #8: Ononoki Yotsugi (アニメ＜物語＞シリーズヒロイン本 其ノ捌 斧乃木余接)                                                      | 23 tháng 12 năm 2015 |
| "Hito Toshite" (人として)                     | Phim điện ảnh Kizumonogatari Visual Book Part 2 (映画「傷物語」ビジュアルブック ＰＡＲＴ２)                                                                        | 14 tháng 1 năm 2017  |
| "Dōka Shite" (どうかして)                     | Phim điện ảnh Kizumonogatari Visual Book Part 2 (映画「傷物語」ビジュアルブック ＰＡＲＴ２)                                                                        | 14 tháng 1 năm 2017  |
| "Soshite" (そして)                            | Phim điện ảnh Kizumonogatari Visual Book Part 2 (映画「傷物語」ビジュアルブック ＰＡＲＴ２)                                                                        | 14 tháng 1 năm 2017  |
| "Dōshite" (どうして)                          | Nisio Isin Matsuri 2016 Special Fanbook (西尾維新祭2016 SPECIAL FANBOOK)                                                                                           | Tháng 3 năm 2017     |
| "Dōshite" (どうして)                          | Phim điện ảnh Kizumonogatari Complete Guide Book (映画「傷物語」ＣＯＭＰＬＥＴＥ ＧＵＩＤＥ ＢＯＯＫ)                                                              | 29 tháng 11 năm 2017 |
| "Mayoi Welcome" (まよいウエルカム)            | Giải thưởng cho người chiến thắng của sự kiện Nisio Isin no Chōsenjō (西尾維新の挑戦状) tại AnimeJapan năm 2017                                                    | 26 tháng 3 năm 2017  |
| "Koyomi Dictionary" (こよみディクショナリ)    | Pamphlet Nisio Isin Daijiten (西尾維新大辞展) | 26 tháng 7 năm 2017  |
| "Kokoro Shite" (心して)                       | Phim điện ảnh Kizumonogatari Complete Guide Book (映画「傷物語」ＣＯＭＰＬＥＴＥ ＧＵＩＤＥ ＢＯＯＫ)                                                              | 29 tháng 11 năm 2017 |
| "Hitagi Dish" (ひたぎディッシュ)              | Bakemonogatari (manga) tập 1 bản đặc biệt | 15 tháng 6 năm 2018  |
| "Hitagi Hermit Crab" (ひたぎハーミットクラブ) | Bakemonogatari (manga) tập 2 bản đặc biệt | 17 tháng 8 năm 2018  |
| "Sodachi Mirror" (そだちミラー)               | Tờ gấp quảng bá cho bản công chiếu của Zoku Owarimonogatari | 10 tháng 11 năm 2018 |
| "Sodachi Mirror" (そだちミラー)               | Blu-ray và DVD tập 1 của Zoku Owarimonogatari | 27 tháng 2 năm 2019  |
| "Mayoi Name" (まよいネーム)                   | Bakemonogatari (manga) tập 3 bản đặc biệt | 16 tháng 11 năm 2018 |
| "Mayoi Ghost" (まよいゴースト)                | Bakemonogatari (manga) tập 4 bản đặc biệt | 17 tháng 1 năm 2019  |
| "Ougi Reflect" (おうぎリフレクト)             | Blu-ray và DVD tập 2 của Zoku Owarimonogatari | 27 tháng 3 năm 2019  |
| "Suruga Speed" (するがスピード)               | Bakemonogatari (manga) tập 5 bản đặc biệt | 17 tháng 4 năm 2019  |
| "Suruga Velocity" (するがヴェロシティ)        | Bakemonogatari (manga) tập 6 bản đặc biệt | 17 tháng 7 năm 2019  |
| "Nadeko Rope" (なでこロープ)                  | Bakemonogatari (manga) tập 7 bản đặc biệt | 17 tháng 10 năm 2019 |
| "Nadeko Courtship" (なでこコートシップ)       | Bakemonogatari (manga) tập 8 bản đặc biệt | 17 tháng 2 năm 2020  |
| "Hitagi Nashorn" (ひたぎナースホルン)         | Bakemonogatari (manga) tập 9 bản đặc biệt | 15 tháng 5 năm 2020  |
| "Mayoi Escargot" (まよいエスカルゴ)           | Bakemonogatari (manga) tập 10 bản đặc biệt | 17 tháng 8 năm 2020  |
| "Suruga Earthworm" (するがアースワーム)       | Bakemonogatari (manga) tập 11 bản đặc biệt | 17 tháng 11 năm 2020 |
| "Nadeko Eye Level" (なでこアイレベル)         | Bakemonogatari (manga) tập 12 bản đặc biệt | 17 tháng 2 năm 2021  |
| "Tsubasa Ranking" (つばさランキング)          | Bakemonogatari (manga) tập 13 bản đặc biệt | 17 tháng 5 năm 2021  |
| "Kiss-Shot Ranking" (きすしょっとランキング)  | Bakemonogatari (manga) tập 14 bản đặc biệt | 17 tháng 8 năm 2021  |
| "Mayoi Heaven" (まよいヘブン)                 | Bakemonogatari (manga) tập 15 bản đặc biệt | 17 tháng 11 năm 2021 |
| "Sodachi Sisterhood" (そだちシスターフッド)   | Booklet nhắc lại Monogatari Series: Monster Season, được phát hành tại các nhà sách Nhật Bản                                                                       | 11 tháng 12 năm 2021 |
| "Hitagi Graph" (ひたぎグラフ)                 | Bakemonogatari (manga) tập 16 bản đặc biệt | 17 tháng 2 năm 2022  |
| "Suruga Basket" (するがバスケット)            | Bakemonogatari (manga) tập 17 bản đặc biệt | 17 tháng 5 năm 2022  |
| "Nadeko Dinosaur" (なでこダイナソー)          | Bakemonogatari (manga) tập 18 bản đặc biệt | 17 tháng 8 năm 2022  |
| "Tsubasa Shelf" (つばさシェルフ)              | Bakemonogatari (manga) tập 19 bản đặc biệt | 17 tháng 11 năm 2022 |
| "Shinobu Name" (しのぶネーム)                 | Bakemonogatari (manga) tập 20 bản đặc biệt | 17 tháng 1 năm 2023  |
| "Karen Violence" (かれんバイオレンス)         | Bakemonogatari (manga) tập 21 bản đặc biệt | 16 tháng 3 năm 2023  |
| "Tsukihi Endless" (つきひエンドレス)          | Bakemonogatari (manga) tập 22 bản đặc biệt | 17 tháng 5 năm 2023  |
| "Nadeko Past" (なでこパスト)                  | Website Monogatari Series | 30 tháng 6 năm 2024  |
| "Shinobu Future" (しのぶフューチャー)         | Website Monogatari Series | 30 tháng 6 năm 2024  |
| "Yotsugi Song" (よつぎソング)                 | Một món quà của Nisio Isin dành cho Ayase từ Yoasobi | 11 tháng 9 năm 2024  |

### Mijikanamonogatari
Kodansha ban đầu liệt kê Mijikanamonogatari (短物語, "Truyện ngắn")  trên lịch phát hành vào ngày 3 tháng 7 năm 2024 (ISBN 978-4-06-536177-1). Mijikanamonogatari gồm 39 truyện ngắn, trong đó có 33 truyện đã được phát hành trước đó và 6 truyện mới. Tuy nhiên, vào ngày 12 tháng 6 năm 2024, Kodansha đã thông báo dời ngày phát hành sách sau khi phát hiện ra một câu chuyện nên có trong sách nhưng vô tình bị bỏ sót. Thời gian phát hành sau đó được xác nhận sẽ là vào ngày 11 tháng 9 năm 2024.
| # | Nhan đề                     | Ngày phát hành      | ISBN              |
| --- | --------------------------- | ------------------- | ----------------- |
| | Mijikanamonogatari (短物語) | 11 tháng 9 năm 2024 | 978-4-06-536177-1 |
| \| - "Hitagi Buffet" (ひたぎブッフェ?) - "Mayoi Room" (まよいルーム?) - "Suruga Court" (するがコート?) - "Nadeko Pool" (なでこプール?) - "Tsubasa Song" (つばさソング?) - "Hitagi Neck" (ひたぎネック?) - "Karen Arm Leg" (かれんアームレッグ?) - "Tsukihi Eternal" (つきひエターナル?) - "Shinobu House" (しのぶハウス?) - "Tsubasa Board" (つばさボード?) - "Mayoi Castle" (まよいキャッスル?) - "Hitagi Coin" (ひたぎコイン?) - "Nadeko Mirror" (なでこミラー?) - "Shinobu Science" (しのぶサイエンス?) - "Hitagi Figure" (ひたぎフィギュア?) - "Hitagi Salamander" (ひたぎサラマンダー?) - "Hitagi Throwing" (ひたぎスローイング?) - "Suruga Palace" (するがパレス?) - "Yotsugi Future" (よつぎフューチャー?) - "Ōgi Travel" (おうぎトラベル?) - "Suruga Neat" (するがニート?) - "Rōka God" (ろうかゴッド?) - "Shinobu Figure" (しのぶフィギュア?) - "Karen Brushing" (かれんブラッシング?) - "Tsukihi Brushing" (つきひブラッシング?) - "Koyomi History" (こよみヒストリー?) - "Yotsugi Stress" (よつぎストレス?) - "Hito Toshite" (人として?) - "Dōka Shite" (どうかして?) - "Soshite" (そして?) - "Dōshite" (どうして?) - "Kokoro Shite" (心して?) - "Mayoi Welcome" (まよいウエルカム?) - "Yotsugi Snow Dome" (よつぎスノードーム?)[A] - "Ōgi Road Movie" (おうぎロードムービー?)[A] - "Sodachi Penalty" (そだちペナルティ?)[A] - "Shinobu Tonight" (しのぶトゥナイト?)[A] - "Nadeko Past" (なでこパスト?)[B] - "Shinobu Future" (しのぶフューチャー?)[B] \| |                             |                     |                   |
| - "Hitagi Buffet" (ひたぎブッフェ) - "Mayoi Room" (まよいルーム) - "Suruga Court" (するがコート) - "Nadeko Pool" (なでこプール) - "Tsubasa Song" (つばさソング) - "Hitagi Neck" (ひたぎネック) - "Karen Arm Leg" (かれんアームレッグ) - "Tsukihi Eternal" (つきひエターナル) - "Shinobu House" (しのぶハウス) - "Tsubasa Board" (つばさボード) - "Mayoi Castle" (まよいキャッスル) - "Hitagi Coin" (ひたぎコイン) - "Nadeko Mirror" (なでこミラー) - "Shinobu Science" (しのぶサイエンス) - "Hitagi Figure" (ひたぎフィギュア) - "Hitagi Salamander" (ひたぎサラマンダー) - "Hitagi Throwing" (ひたぎスローイング) - "Suruga Palace" (するがパレス) - "Yotsugi Future" (よつぎフューチャー) - "Ōgi Travel" (おうぎトラベル) - "Suruga Neat" (するがニート) - "Rōka God" (ろうかゴッド) - "Shinobu Figure" (しのぶフィギュア) - "Karen Brushing" (かれんブラッシング) - "Tsukihi Brushing" (つきひブラッシング) - "Koyomi History" (こよみヒストリー) - "Yotsugi Stress" (よつぎストレス) - "Hito Toshite" (人として) - "Dōka Shite" (どうかして) - "Soshite" (そして) - "Dōshite" (どうして) - "Kokoro Shite" (心して) - "Mayoi Welcome" (まよいウエルカム) - "Yotsugi Snow Dome" (よつぎスノードーム) - "Ōgi Road Movie" (おうぎロードムービー) - "Sodachi Penalty" (そだちペナルティ) - "Shinobu Tonight" (しのぶトゥナイト) - "Nadeko Past" (なでこパスト) - "Shinobu Future" (しのぶフューチャー)                                                                |                             |                     |                   |

1. 1 2 3 4  truyện được sáng tác mới và xuất bản trong sách
2. 1 2  truyện được sáng tác mới và xuất bản trên mạng trước khi có ấn bản do sự trì hoãn

### Mazemonogatari
Mazemonogatari (混物語 Mazemonogatari) là một tuyển tập truyện ngắn với sự góp mặt của những nhân vật từ các tác phẩm khác của Nisio Isin. Mười hai truyện ngắn đã được phân phối tại các rạp phim ở Nhật Bản trong thời gian Kizumonogatari I: Tekketsu-hen, Kizumonogatari II: Nekketsu-hen  và Kizumonogatari III: Reiketsu-hen được công chiếu tại quốc gia này.  Những truyện ngắn này cùng với ba truyện khác chưa được xuất bản đã được tổng hợp trong một tập và được Kodansha phát hành vào ngày 6 tháng 2 năm 2019. (ISBN 978-4-06-513292-0)
| Hồi            | Truyện ngắn                                  | Nhân vật           | Tác phẩm       | Thời gian phát hành             |
| -------------- | -------------------------------------------- | ------------------ | -------------- | ------------------------------- |
| Vong (第忘話)  | "Kyōko Balance" (きょうこバランス)           | Okitegami Kyōko    | Bōkyaku Tantei | 8–15 tháng 1 năm 2016           |
| Cường (第強話) | "Jun Build" (じゅんビルド)                   | Aikawa Jun         | Saikyō         | 16–22 tháng 1 năm 2016          |
| Pháp (第法話)  | "Nomi Rule" (のみルール)                     | Chinō Nomi         | Densetsu       | 23–29 tháng 1 năm 2016          |
| Nhãn (第眼話)  | "Mayumi Red Eye" (まゆみレッドアイ)          | Dōjima Mayumi      | Bishōnen       | 30 tháng 1 – 5 tháng 2 năm 2016 |
| Bệnh (第病話)  | "Kuroneko Bed" (くろねこベッド)              | Byōinzaka Kuroneko | Sekai          | 19–26 tháng 8 năm 2016          |
| Huyết (第血話) | "Risuka Blood" (りすかブラッド)              | Mizukura Risuka    | Risuka         | 27 tháng 8 – 2 tháng 9 năm 2016 |
| Đao (第刀話)   | "Hitei Clear" (ひていクリア)                 | Hitei-hime         | Katanagatari   | 3–9 tháng 9 năm 2016            |
| Sát (第殺話)   | "Iori Fuga" (いおりフーガ)                   | Mutō Iori          | Ningen         | 10–16 tháng 9 năm 2016          |
| Quân (第軍話)  | "Shiogi Ranger" (しおぎレンジャー)           | Hagihara Shiogi    | Zaregoto       | 6–13 tháng 1 năm 2017           |
| Chiêu (第招話) | "Akari Triple" (あかりトリプル)              | Chiga Akari        | Zaregoto       | 14–20 tháng 1 năm 2017          |
| Xơi (第喰話)   | "Rizumu Rock 'n" (りずむロックン)            | Niōnomiya Rizumu   | Zaregoto       | 21–27 tháng 1 năm 2017          |
| Đại (第大話)   | "Mikoko Community" (みここコミュニティ)      | Aoī Mikoko         | Zaregoto       | 28 tháng 1 – 3 tháng 2, 2017    |
| Anh (第英話)   | "Kū Invisible" (くうインビジブル)            | Sorakara Kū        | Densetsu       | —                               |
| Dối (第騙話)   | "Rai Roulette" (らいルーレット)              | Fudatsuki Rai      | Bishōnen       | —                               |
| Cuối (第終話)  | "Magokoro Finisher" (まごころフィニッシャー) | Omokage Magokoro   | Zaregoto       | —                               |

## Tác phẩm liên quan
- Original Drama CD Hyakumonogatari (オリジナルドラマＣＤ　佰物語 Orijinaru Dorama Shīdi Hyakumonogatari?) được phát hành vào ngày 4 tháng 8 năm 2009.[89]
- "Thử thách cho độc giả" (読者への挑戦状 Dokusha e no Chosenjo?) – thử thách của Ougi dành cho độc giả, được xuất bản cùng Ougi Formula khi truyện đang được đăng dài kỳ ở tạp chí Bessatsu Shonen Magazine trong số tháng 10 năm 2013 phát hành vào ngày 9 tháng 9 năm 2013.[90]
- "Cung Hoàng Đạo mèo của Hanekawa Đen" (ブラック羽川の12猫座占い Burakku Hanekawa no Jū Ni Nekoza Uranai?), được xuất bản trong Anime Monogatari Series Heroine Book #1: Hanekawa Tsubasa (アニメ＜物語＞シリーズヒロイン本　其ノ壹　羽川翼 Anime Monogatari Shirīzu Hiroin Bon Sono Ichi Hanekawa Tsubasa?) phát hành vào ngày 20 tháng 9 năm 2013.[91]
- "Ốc sên lạc lối" (まいごのかたつむり Maigo no Katatsumuri?), do Haritama Hiroki minh hoạ và được xuất bản trong Anime Monogatari Series Heroine Book #2: Hachikuji Mayoi (アニメ＜物語＞シリーズヒロイン本　其ノ貮　八九寺真宵 Anime Monogatari Shirīzu Hiroin Bon Sono Ni Hachikuji Mayoi?) phát hành vào ngày 30 tháng 10 năm 2013.[92]
- "Kimi to Nadekko!" (キミとなでっこ!?), minh hoạ bởi Tōyama Ema, được xuất bản trong Anime Monogatari Series Heroine Book #4: Sengoku Nadeko (アニメ＜物語＞シリーズヒロイン本　其ノ肆　千石撫子 Anime Monogatari Shirīzu Hiroin Bon Sono Shi Sengoku Nadeko?) và số tháng 8 năm 2014 của tạp chí Aria, phát hành lần lượt vào ngày 31 tháng 1 năm 2014,[93] và ngày 28 tháng 6 năm 2014,[94] tác phẩm cũng đi kèm với Blu-ray và DVD tập 2 của Koimonogatari phát hành vào ngày 23 tháng 7 năm 2014.[95]
- "Hobonichi Techo của Araragi Koyomi, Hanekawa Tsubasa, Sengoku Nadeko" (阿良々木暦、羽川翼、千石撫子のほぼ日手帳 Araragi Koyomi, Hanekawa Tsubasa, Sengoku Nadeko no Hobonichi Techō?), được xuất bản trong Sách hướng dẫn chính thức của Hobonichi Techo năm 2015 (ほぼ日手帳公式ガイドブック2015 LIFEのBOOK Hobonichi Techō Kōshiki Gaido Bukku Ni Sen Jū Go Raifu no Bukku?), phát hành vào ngày 26 tháng 8 năm 2014.[96]
- Tsukimonogatari Hồi giao: Tsubasa Lion (月物語　第交話　つばさライオン Tsukimonogatari Dai Kō Wa Tsubasa Raion?), được xuất bản trong Sư tử tháng 3 tập 12 bản đặc biệt, phát hành vào ngày 29 tháng 9 năm 2016.[97]
- Cuộc trò chuyện cấp thiết! Zaregoto Tsukai x Araragi Koyomi (緊急対談！戯言遣い×阿良々木暦 Kinkyū Taidan! Zaregoto Tsukai × Araragi Koyomi?), được phát hành vào ngày 22 tháng 2 năm 2023 như một phần hoạt động kỷ niệm 20 năm sự nghiệp của Nisio Isin.[98]